# Rudolphia macrodactylus
Rudolphia macrodactylus is een vlokreeftensoort uit de familie van de Paraleptamphopidae. De wetenschappelijke naam van de soort is voor het eerst geldig gepubliceerd in 2009 door Grosso & Peralta.